# Proto martire
Proto (Porto Torres, III secolo – Porto Torres, 27 ottobre 303) è stato un presbitero romano, il quale, assieme al diacono Gianuario e al soldato Gavino, subì il martirio nel promontorio di Balai lontano, o de lu Silesu.

## Agiografia e culto
Secondo la tradizione era sacerdote di Porto Torres, rinchiuso durante la persecuzione dei cristiani sotto Diocleziano in una grotta situata nella rocca di Balai assieme a Gianuario, nell'attuale sito della chiesetta di Balai vicino. I due erano sorvegliati dal soldato Gavino, il quale rimase colpito dalla fede dei due nel resistere alle torture (addirittura cantavano lodi al Signore) da decidere di convertirsi alla fede cristiana, liberandoli e scappando con loro. Però Gavino fu trovato e decapitato sulla rocca di Balai Lontano, poco oltre quella de l'Usilesu. Fino a questo punto, la storia concorda, ma ciò che succedette in seguito lascia parecchi dubbi: le teste dei tre martiri, buttate in mare, vennero ritrovate da alcuni fedeli assieme ai corpi, che vennero seppelliti negli ipogei di Balai vicino.
Le reliquie di Proto sono tuttora conservate assieme a quelle degli altri due nella cripta della basilica a Porto Torres a loro dedicata. Ne parla nel Quattrocento il vescovo Antonio Cano in uno dei primi poemetti in sardo, Sa Vitta et sa Morte, et Passione de sanctu Gavinu, Prothu et Januariu.